# Fritz Geisler

Fritz Geisler

Fritz Geisler (* 23. Oktober 1890 in Görlitz; † wahrscheinlich 1945) war ein deutscher Politiker (DNVP).

## Leben und Wirken
Fritz Geisler wurde 1890 als Sohn eines Werkmeisters geboren. Nach dem Besuch der Volksschule in Görlitz wurde er in Betrieben und an der Maschinenbauschule zum Maschinenbauer ausgebildet. In den folgenden Jahren arbeitete er als Schlosser und Dreher in verschiedenen Berliner Großbetrieben.
Nach einigen Jahren der Mitgliedschaft in den freien Gewerkschaften beteiligte Geisler sich an der Gründung der vaterländischen Arbeitnehmerbewegung (damals Werkvereine genannt). 1912 heiratete Geisler erstmals. 1913 wurde er Bezirksleiter des Bundes Deutscher Werkvereine für Thüringen und Sachsen. Zu dieser Zeit war er erst in Suhl, dann in Gotha abhängig.
Ab August 1914 nahm Geisler am Ersten Weltkrieg teil. 1917 oder 1918 wurde er Bezirksleiter des Bundes deutscher Werkvereine und Schriftleiter seiner mitteldeutschen Zeitung Deutscher Arbeiter in Frankfurt am Main. Nach der Zerschlagung der Werkvereinsbewegung durch die Novemberrevolution von 1918 beteiligte Geisler sich an der Gründung des unternehmerfreundlichen Deutschen Arbeiterbundes, der sich als neue Form der vaterländischen Arbeitnehmerbewegung verstand. Im Arbeiterbund übernahm Geisler den Posten eines Bezirksleiter. 1919 wurde er Vorsitzender der Fachgruppe der Industriearbeiter des Deutschen Arbeiterbundes und Gewerkschaftsschriftleiter der Deutschen Arbeiterzeitung.
1920 wurde Geisler geschäftsführender Vorsitzender der Spitzenorganisation der Vaterländischen Arbeitnehmerbewegung, des Nationalverbandes deutscher Berufsverbände, mit Sitz in Berlin.
1921 wurde er zum stellvertretenden Vorsitzenden der Zentralstelle Vaterländischer Verbände ernannt. In dieser Eigenschaft richtete er scharfe Angriffe gegen die Sozialdemokratie und die Gewerkschaften. Ebenfalls 1921 wurde Geisler Vorsitzender des Bundes für Freiheit und Ordnung. Nach der Gründung der Vereinigten Vaterländischen Verbände Deutschlands 1922 wurde er zum geschäftsführenden Vorsitzenden dieser Organisation ernannt.
Um 1919 trat Geisler in die Deutsche Volkspartei (DVP) ein. Im Juni 1920 wurde er für diese in den ersten Reichstag der Republik gewählt, in dem er den Wahlkreis 4 (Potsdam I) vertrat. 1922 verließ Geisler die DVP-Fraktion im Reichstag, dem er in den folgenden knapp zwei Jahren als fraktionsloser Abgeordneter angehörte. Am 4. Mai 1924 schloss Geisler sich der Fraktion der weiter rechts als die DVP stehenden Deutschnationalen Volkspartei (DNVP) als Gast an. Später wurde er reguläres Mitglied der DNVP für die er noch zwei Legislaturperioden lang, bis zum Mai 1928, als Vertreter des Wahlkreises 3 (Potsdam II) im Reichstag saß.
Erste Kontakte zu Adolf Hitler und den Nationalsozialisten knüpfte Geisler, der auch Mitglied des Stahlhelms war, 1923. 1924 sprach er sich für Hitlers vorzeitige Entlassung aus der Feste Landsberg aus, eine Empfehlung, die er mit der Annahme begründete, dass Hitlers Haftentlassung den völkischen Block schwächen und so der DNVP neue Wähler zuführen würde.
1929 wurde Geisler Leiter eines Berliner Bankgeschäfts.
Geisler, der 1940 zum zweiten Mal heiratete, war ferner Mitarbeiter verschiedener Tageszeitungen und Zeitschriften. Geislers Schicksal nach dem Kriegsende 1945 ist ungeklärt. Die Forschung geht davon aus, dass er noch 1945 ums Leben kam. In diesem Sinne wurde Geisler gerichtlich für tot erklärt.

## Schriften
- Die falsche Front. Klassenkampf und Landesverrat "„Reichsbanner Nollet“. Rede von Fritz Geisler in der Reichsvertreterversammlung der Vereinigten Vaterländischen Verbände Deutschlands am 30. Juni 1924 zu Berlin anlässlich des Auftretens des Reichsbanners Schwarz-Rot-Gold mit einem Vorwort von Generalmajor Graf von der Goltz. Berlin 1924.
- Erinnerungsbericht. In: Julek Karl von Engelbrechten, Hans Volz: Wir wandern durch das nationalsozialistische Berlin. Eher, München 1937, S. 53 f.
- Die Laufbahnen der Unteroffiziere im Heere. Mittler, Berlin 1938.